# La vida viene y va
La vida viene y va to debiutancki album hiszpańskiego piosenkarza Davida Tavaré. Płyta została wydana 11 sierpnia 2008, a pierwszym singlem został utwór Summerlove.

## Lista utworów
1. Hot Summer feat. Eivissa
2. Summerlove
3. La Vida Viene Y Va
4. Centerfold feat. Nina
5. Keep On Movin' feat. Spanish Eyes
6. If You Don't Know My Name feat. Ruth
7. Stay With Me Tonight
8. Solo Tu feat. Lian Ross
9. En La Oscuridad
10. I Never Go Home Without You
11. Quiero Mas
12. Can You Feel The Love Tonight
13. I Wish You A Merry X-Mas
14. Hot Summer Night (33rmx) feat. Eivissa